# Sebastianuskerk (Noordwolde)
De Sebastianuskerk is een romanogotisch kerkgebouw in het dorp Noordwolde in de Nederlandse provincie Groningen.
De kerk, met een rechtgesloten koor, stamt uit de dertiende eeuw. De oorspronkelijk rooms-katholieke kerk werd na de reductie van Groningen in 1594 Nederlands hervormd. In 1621 werd het gebouw verbouwd, waarbij de bouwvallig geworden gewelven werden afgebroken. Er werden steunberen geplaatst en er kwamen spitsboogvensters. Het kerkgebouw wordt gedomineerd door een van oorsprong romaanse kerktoren, die in 1639 werd verhoogd en van een opvallende uivormige bekroning ('siepel') werd voorzien. Als verbinding tussen de kerk en de toren, die aanvankelijk los stond van de kerk, kwam er een halve travee. Tezelfdertijd kreeg de kerk een hoger dak en een tongewelf. 
Tot het interieur behoren een monumentaal orgel uit 1658, een barokke preekstoel met doophek uit 1743 en een verhoogde, eveneens 18de-eeuwse herenbank. De vensters in de koorafsluiting zijn in 1718 voorzien van wapens van de bewoners van de borg Thedema. Achter het orgel bevindt zich een grisaille, geschilderd naar prenten van Hans Vredeman de Vries. 
Sinds 2022 gebruikt de kerk, die tot dan toe bekendstond als de "hervormde kerk", de naam van de pestheilige Sebastianus, die oorspronkelijke patroonheilige van de kerk.  

## Orgel

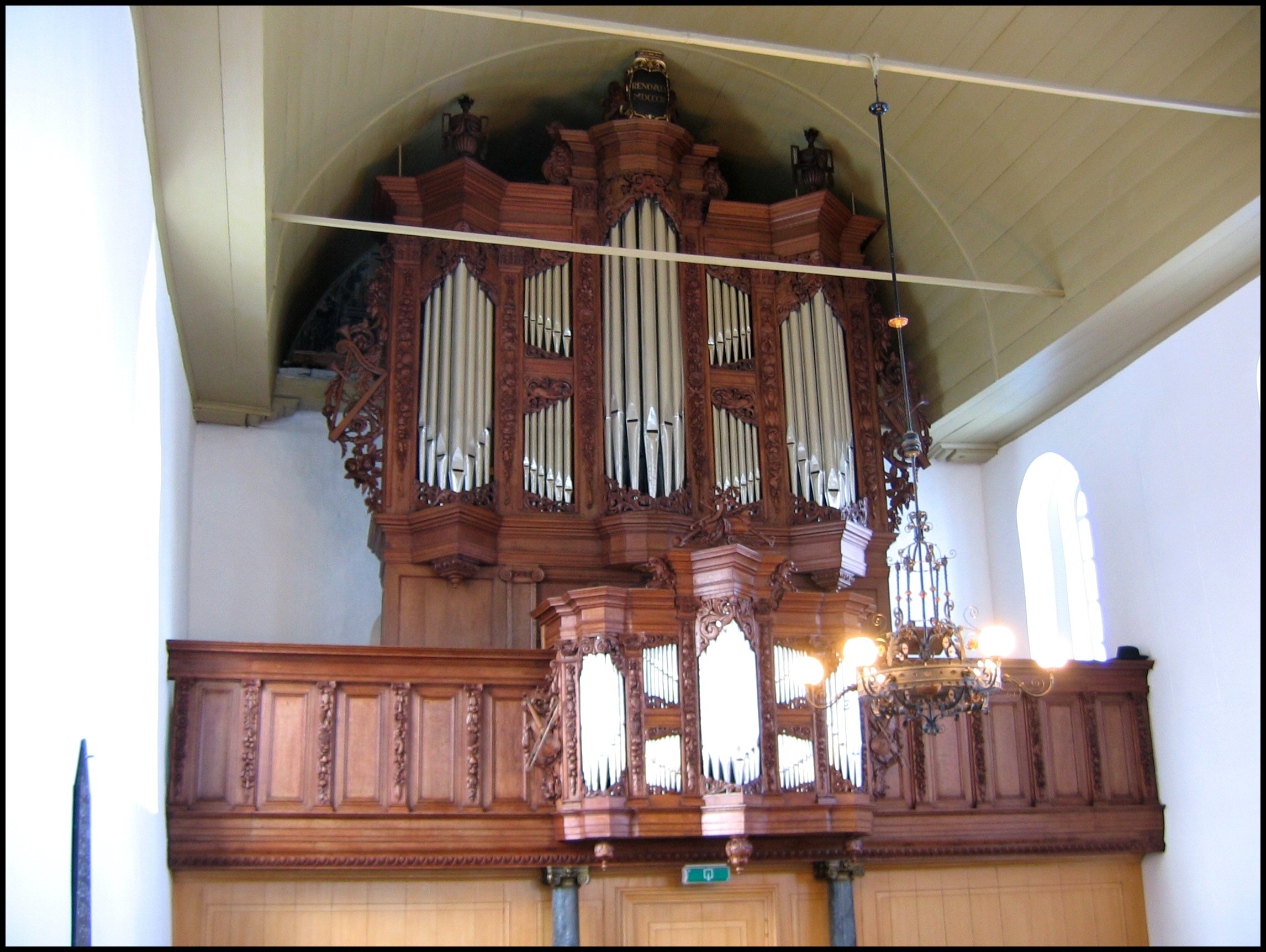
Het Huisz/Freytag/Lohman-orgel

Al in de 16e eeuw had de kerk een orgel, dat bij de restauratie van 1621 op een grotere balustrade kwam te staan. In 1658 werd het vervangen door het huidige kerkorgel, dat door Hendricus Huisz is vervaardigd met gebruikmaking van het oude pijpwerk. Het had toen drie klavieren en 27 registers. Vele beroemde orgelbouwers hebben bemoeienis gehad met dit instrument, toen het grootste dorpsorgel van de Ommelanden. In 1695 verrichtte Arp Schnitger herstelwerkzaamheden. Daarna was het in onderhoud bij Albertus Antoni Hinsz en later bij Schnitgers kleinzoon Frans Casper Snitger en diens compagnon Heinrich Hermann Freytag. Deze laatste bracht in 1803 ingrijpende wijzigingen aan, waarna verdere verbouwingen werden uitgevoerd in 1833 door Nicolaus Anthony Lohman en in 1903 door Marten Eertman. Laatstgenoemde, een autodidact, gebruikte dit orgel als het grote voorbeeld voor de nieuwbouworgels van zijn eigen hand. Later heeft Mense Ruiter het instrument onder zijn hoede genomen. Na reparaties in 1984 en 1990 heeft hij het in 2006 gerestaureerd naar de toestand waarin Lohman het in 1833 had gebracht.